# Bernardo Carpio
José Bernardo Carpio (Manila, 7 maggio 1958) è un ex cestista filippino.

## Carriera
Con le Filippine ha disputato i Campionati mondiali del 1978 e i Campionati asiatici del 1977.